# 한냐노촌
한냐노촌(般若野村)은 도야마현 히가시토나미군에 있던 촌이다. 현재의 다카오카시에 해당한다.

## 역사
고대로부터 헤이안 시대에는 1183년 한냐노 전투, 전국시대에는 1506년 한냐노 전투가 일어난 것으로 알려져 있다. 
- 1889년 4월 1일 - 정촌제 시행에 의해 도나미군 한냐노촌이 성립하였다.
- 1896년 4월 1일 - 군 개편에 의해 도나미군에서 분립해 히가시토나미군이 성립하여, 히가시토나미군에 소속되었다.
- 1954년 4월 1일 - 나카다정 및 한냐노촌이 합병해 나카다정이 성립하였다.

## 참고문헌
- 『市町村名変遷辞典』東京堂出版、1990年。